# Richard Scherer
Pour les articles homonymes, voir Scherer.
Richard Scherer est un karatéka allemand surtout connu pour avoir remporté l'épreuve de kumite individuel masculin moins de 65 kilos aux championnats d'Europe de karaté 1974 à Londres, au Royaume-Uni.

## Résultats
| Résultat      | Date | Épreuve                   | Catégorie | Compétition                | Ville hôte              |
| ------------- | ---- | ------------------------- | --------- | -------------------------- | ----------------------- |
| Médaille d'or | 1974 | Kumite individuel - 65 kg | Seniors   | Championnats d'Europe 1974 | Londres, au Royaume-Uni |